# David Anthony Kraft
David Anthony Kraft, accreditato anche solo come David Kraft (Devils Lake, 31 maggio 1952 – Gainesville, 19 maggio 2021), è stato un fumettista, editore e critico statunitense.

## Biografia
Nella sua carriera scrisse serie a fumetti per la Marvel Comics (ad esempio le serie dei Difensori, di She-Hulk e di Capitan America), la DC Comics (World's Finest Comics) e altri editori minori.
Divenne noto soprattutto per aver creato e curato la rivista di interviste e critica fumettistica Comics Interview, che è stata pubblicata per 150 numeri tra il 1983 e il 1995; ottenne molte nomination per gli Eisner Award e gli Eagle Award.
Kraft è morto nella primavera del 2021 per complicazioni da Covid-19. 

## Pubblicazioni
- Sgt. Pepper's Lonely Hearts Club Band (Junior Press, 1979)
- The Compleat OAK Leaves: Volume One of the Official Journal of Otis Adelbert Kline and his Works (editor) (Borgo Press, 1980)
- Stan Lee Presents the Incredible Hulk (Marvel Comics Group, 1980) (libro pop-up)
- Captain America: The Secret Story of Marvel's Star-Spangled Super Hero (Children's Press, 1981)
- The Fantastic Four: The Secret Story of Marvel's Cosmic Quartet (Children's Press, 1981)
- The Incredible Hulk: The Secret Story of Marvel's Gamma-powered Goliath (Children's Press, 1981)
- Attack of the Tarantula (Intervisual Communications, 1982)
- The Dark Crystal (Marvel Books, 1982)
- Stan Lee Presents the Incredible Hulk Pop-up Book, "Trapped" (Marvel Comics Group, 1982)
- Fantastic Four vs. the Frightful Four (Marvel Books, 1983) (libro da colorare)
- Heathcliff, #1 Cat at the Show (Marvel Books, 1983) (libro da colorare)
- Heathcliff at The Circus (Marvel Books, 1983) (libro da colorare)
- The Treasure of Time (Marvel Books, 1983)
- The Amazing Spider-Man: The Big Top Mystery (Marvel Books, 1984)
- The Amazing Spider-Man and Wolverine in The Crime of the Centuries (Marvel Books, 1984)
- Ghost Knights of Camelot (Avon Books, 1984) ISBN 978-0380892761
- Micro Adventure no. 6: Robot Race (Scholastic, 1984) ISBN 0-590-33170-1
- Marvel Super Heroes Secret Wars: Captain America and Iron Man in Escape from Doom (Budget Books, 1986)
- Marvel Super Heroes Jumbo Coloring & Activity Book (Marvel Books, 1987)